# Гней Корнелий Долабелла (консул 159 года до н. э.)
Гней Корнелий Долабелла (лат. Gnaeus Cornelius Dolabella; умер после 150 года до н. э.) — римский государственный деятель, консул 159 года до н. э.
Гней Корнелий был сыном нобиля того же имени, священного царя в 208—180 годах до н. э., отцом Гнея Корнелия Долабеллы (умер в 100 году до н. э.) и дедом консула 81 года до н. э.
В 165 году до н. э. Долабелла стал курульным эдилом; совместно с коллегой Секстом Юлием Цезарем во время Мегалезийских игр организовал постановку пьесы «Свекровь» Теренция. Пьеса была принята весьма холодно; во время первого и второго её представлений народ предпочёл оставить театр и смотреть канатных плясунов и гладиаторов.
В 162 году до н. э. Гней Корнелий был претором, в 159 году — консулом совместно с Марком Фульвием Нобилиором. Во время его консулата был проведён закон против подкупа.